# Gopo pentru întreaga operă
Gopo pentru întreaga operă este un premiu acordat în cadrul galei Premiilor Gopo unei personalități din cinematografia română. Pentru câștigătorul primei ediții, Lucian Pintilie, este prima distincție pe care regizorul o acceptă în România.

## Câștigători
Câștigătorii acestei categorii sunt:
| An   | Personalitate                     | Ocupație |
| ---- | --------------------------------- | -------- |
| 2007 | Lucian Pintilie                   | regizor  |
| 2008 | Jean Constantin                   | actor    |
| 2009 | Marin Moraru                      | actor    |
| 2010 | Draga Olteanu Matei               | actriță  |
| 2011 | Ion Besoiu                        | actor    |
| 2012 | Iurie Darie                       | actor    |
| 2013 | Mitică Popescu                    | actor    |
| 2014 | Radu Beligan                      | actor    |
| 2015 | Coca Bloos                        | actriță  |
| 2016 | Florin Piersic                    | actor    |
| 2017 | Ion Dichiseanu                    | actor    |
| 2018 | Vladimir Găitan și George Mihăiță | actori   |
| 2019 | Ileana Stana-Ionescu              | actriță  |
| 2020 | Virgil Andriescu                  | actor    |
| 2021 | Costel Constantin                 | actor    |
| 2022 | Victor Rebengiuc și Mariana Mihuț | actori   |
| 2023 | Mircea Andreescu                  | actor    |
| 2024 | Rodica Mandache                   | actriță  |
| 2025 | Ioana Pavelescu                   | actriță  |